# Bleu de Chanel
Bleu de Chanel (literalmente traduzido como "Azul de Chanel") é um perfume masculino criado por Jacques Polge para a marca Chanel em 2010. Foi a primeira fragrância masculina lançada pela marca desde a Allure Homme Sport em 2004, e a primeira masterbrand masculina introduzida desde Égoïste em 1990. A fragrância original é uma eau de toilette; a versão eau de parfum de 2014 também foi formulada por Jacques Polge, e a versão parfum de 2018 foi formulada por seu filho, Olivier Polge.
O ator francês Gaspard Ulliel foi o primeiro garoto-propaganda do Bleu de Chanel e permaneceu como o rosto da fragrância por doze anos, desde o lançamento até sua morte em janeiro de 2022.

## Composição e notas
Bleu de Chanel é descrito como uma fragrância aromática amadeirada, que é identificada pela combinação de "ervas aromáticas" e um "centro e base opulentos". A fragrância contém notas de topo de limão, hortelã, pimenta rosa e toranja; notas médias de gengibre, Iso E Super, noz-moscada e jasmim; e notas de base de ládano, sândalo, patchouli, vetiver, incenso, cedro e almíscar branco.

## Lançamento e marketing
A campanha de marketing da Bleu de Chanel foi discutida como um exemplo de entretenimento de marca na indústria da moda.
O ator francês Gaspard Ulliel foi anunciado como o primeiro rosto do Bleu de Chanel em 16 de fevereiro de 2010, tornando-se o primeiro embaixador masculino da Chanel. Martin Scorsese foi escolhido para dirigir um comercial de televisão de um minuto filmado em Nova York, que estreou online em 25 de agosto de 2010, e começou a ser exibido na TV em setembro de 2010. No comercial estrelado por Gaspard Ulliel e Ingrid Sophie Schram, Ulliel interpretava um jovem cineasta no meio de uma coletiva de imprensa que vê a ex-namorada (Schram) entre os jornalistas e relembra o passado e o início do relacionamento, até que ele diz: "I'm not going to be the person I'm expected to be anymore" ("Eu não vou ser mais a pessoa que esperam que eu seja"), se levanta e abandona a coletiva. O comercial também contava com a música "She Said Yeah" dos Rolling Stones.
O perfume chegou às lojas em 13 de setembro de 2010.
Em 5 de fevereiro de 2015, foi lançado um novo comercial dirigido por James Gray e novamente estrelado por Gaspard Ulliel. O comercial foi filmado em Los Angeles e contava com o cover de Jimi Hendrix para a canção "All Along the Watchtower" de Bob Dylan.
O cineasta britânico Steve McQueen dirigiu um novo comercial para o Bleu de Chanel que foi lançado em 1 de junho de 2018. Filmado em Bangkok, também teve cenas subaquáticas filmadas em Londres.. O comercial mostrava Gaspard Ulliel atravessando a cidade em busca de uma mulher (interpretada pelo modelo alemã Nur Hellmann) que ele viu em um prédio em frente ao seu, enquanto "Starman" de David Bowie toca ao fundo.
Ulliel foi o garoto-propaganda do Bleu de Chanel por doze anos, até sua morte em 19 de janeiro de 2022. Quando ele morreu, as páginas oficiais do Instagram e Facebook da Chanel compartilharam uma homenagem a ele. A Chanel também homenageou Ulliel durante seu desfile de alta costura primavera/verão 2022 na Paris Fashion Week em 25 de janeiro de 2022. Uma modelo vestida de noiva terminou o desfile carregando um buquê de camélias - a flor favorita de Coco Chanel - tingida de azul meia-noite como uma referência para Ulliel e o perfume Bleu de Chanel.

## Prêmios e indicações
| Year | Cerimônia                   | Prêmio                               | Resultado |
| ---- | --------------------------- | ------------------------------------ | --------- |
| 2011 | Fragrance Foundation Awards | Best New Male Fragrance              | Venceu    |
| 2015 | Canadian Fragrance Awards   | Best Full-Market Launch – Men's      | Venceu    |
| 2019 | Fragrance Foundation Awards | Fragrance of the Year – Men’s Luxury | Venceu    |
| 2019 | Fragrance Foundation Awards | Media Campaign of the Year – Men's   | Venceu    |